# Warren Schrage
Warren Alfred Schrage (Plymouth, 30 luglio 1920 – Dallas, 19 gennaio 1999) è stato un cestista statunitense, professionista nella NBL.

## Carriera
Giocò per una stagione nella NBL, disputando 10 partite con 0,2 punti di media.